# Группман, Игорь
Игорь Группман (Igor Gruppman; род. 4 июля 1956, Киев) — американский и нидерландский музыкант, дирижер, скрипач.

## Биография
Родился в Киеве. Занимался игрой на скрипке с семи лет. Его первое выступление состоялось в 1967 году в Киевской филармонии. Спустя некоторое время Игорь становится лауреатом Национального конкурса молодых исполнителей на Украине.
В 15 лет удостоен стипендии для учёбы в Центральной музыкальной школе для выдающихся молодых музыкантов в Москве.
Окончил Московскую консерваторию с отличием, ученик Леонида Когана, Давида Ойстраха и Мстислава Ростроповича.
Учился у выдающегося музыканта Яши Хейфеца в Лос-Анджелесе.
Концертмейстер симфонического оркестра Сан-Диего в 1980-х гг.
Группман записал с Камерным оркестром Сан-Диего концерт для двух скрипок с оркестром Малькольма Арнольда. Эта запись была удостоена премии «Грэмми».
Концертмейстер Оркестра на Темпл-сквер в 90-е годы.
Преподавал в Университете Бригама Янга (Юта)
С 1997 года — приглашенный концертмейстер Королевского филармонического оркестра Великобритании.
Инструктор Идельвальдовской летней программы искусств Идельвальдовской академии искусств в Калифорнии
В 2003 году основал Международный скрипичный институт Группмана для обучения молодых музыкантов по новым технологиям.
В 2007 году он и его жена провели концерт на Родине его жены — в Сербии.
С 2004 года Игорь Группман — концертмейстер Роттердамского филармонического оркестра, дирижёр Роттердамского камерного оркестра Concerto Rotterdam. Профессор Роттердамской консерватории.
В 2006/07 гг. выступал как дирижёр Роттердамского филармонического оркестра.
В 2008/09 гг. дирижировал оркестром Сеульской филармонии, оркестром Мариинского театра, Роттердамским филармоническим оркестром, оркестром Токийской филармонии.